# Distrikt Cahuapanas
Der Distrikt Cahuapanas liegt in der Provinz Datem del Marañón in der Region Loreto in Nordost-Peru. Der Distrikt wurde am 7. Februar 1866 gegründet. Der Distriktname leitet sich von Cahuapana, einer indigenen Volksgruppe und Sprache in dem Gebiet, ab.
Der Distrikt besitzt eine Fläche von 5086 km². Beim Zensus 2017 wurden 7612 Einwohner gezählt. Im Jahr 1993 lag die Einwohnerzahl bei 5081, im Jahr 2007 bei 6822. Verwaltungssitz ist die 168 m hoch am rechten Flussufer des Río Cahuapanas gelegene Ortschaft Santa María de Cahuapanas mit 962 Einwohnern (Stand 2017). Santa María de Cahuapanas liegt 70 km südwestlich der Provinzhauptstadt San Lorenzo. Das Areal wird von dem Stamm der Chayahuita bewohnt.

## Geographische Lage
Der Distrikt Cahuapanas liegt an der Ostflanke der peruanischen Ostkordillere am Westrand des peruanischen Amazonasgebietes im Südosten der Provinz Datem del Marañón. Der Distrikt umfasst das Einzugsgebiet des Río Cahuapanas und reicht im Norden bis zu dessen Mündung in den Río Marañón.
Der Distrikt Cahuapanas grenzt im Westen und im Norden an den Distrikt Barranca, im Osten an die Distrikte Jeberos und Balsapuerto (beide in der Provinz Alto Amazonas) sowie im äußersten Südwesten an den Distrikt Moyobamba (Provinz Moyobamba).